# Neotanypeza
Neotanypeza is een vliegengeslacht uit de familie van de langpootvliegen (Tanypezidae). De wetenschappelijke naam is gepubliceerd in 1903 door Hendel.

## Soorten
De volgende soorten zijn bij het geslacht ingedeeld:
- Neotanypeza abdominalis (Wiedemann, 1830)[2]
- Neotanypeza alopecia Lonsdale, 2013[3]
- Neotanypeza apicalis (Wiedemann, 1830)[2]
- Neotanypeza argentia Lonsdale, 2013[3]
- Neotanypeza callitarsis (Róndani, 1850)[4]
- Neotanypeza claripennis (Schiner, 1868)[5]
- Neotanypeza dallasi (Shannon, 1927)[6]
- Neotanypeza dimorpha (Hennig, 1936)[7]
- Neotanypeza elegans (Wiedemann, 1830)[2]
- Neotanypeza flavibasis (Enderlein, 1936)[8]
- Neotanypeza flavicalx (Enderlein, 1936)[8]
- Neotanypeza grandis (Enderlein, 1913)[9]
- Neotanypeza leucothrix Lonsdale, 2013[3]
- Neotanypeza marshalli Lonsdale, 2013[3]
- Neotanypeza micans Lonsdale, 2013[3]
- Neotanypeza montana (Enderlein, 1936)[8]
- Neotanypeza nigrithrix Lonsdale, 2013[3]
- Neotanypeza ochrifemur (Enderlein, 1936)[8]
- Neotanypeza ornatipes (Bigot, 1886)[10]
- Neotanypeza plotoplax Lonsdale, 2013[3]
- Neotanypeza posthos Lonsdale, 2013[3]
- Neotanypeza quadrisetosa (Enderlein, 1913)[9]
- Neotanypeza rutila (Wulp, 1897)[11]
- Neotanypeza symmetros Lonsdale, 2013[3]
- Neotanypeza vexilla Lonsdale, 2013[3]
- † Neotanypeza dominicana Lonsdale & Apigian, 2010[12]